# Critica letteraria di Samuel Johnson

## Poesia
Le opere letterarie di Johnson, in particolare la serie delle Lives of the Poets, sono contraddistinte da vari pareri su cosa renderebbe ottimo un'opera poetica. Egli riteneva che la migliore poesia è quella fondata sul linguaggio ordinario e disdegnava l'uso del linguaggio pieno di fronzoli o volutamente arcaico. In particolar modo, considerava con sospetto il linguaggio poetico di John Milton, i cui Blank verse, caratterizzati da una metrica regolare ma priva di rima, avevano ispirato molte cattive imitazioni. Inoltre, Johnson osteggiò il linguaggio poetico del suo contemporaneo Thomas Gray. Su Gray, Johnson scrisse, "Gray pensava che il suo linguaggio era più poetico quanto più si discostava dall'uso comune". Johnson a volte scriveva parodie utilizzando lo stile poetico che riteneva non buono; un esempio del genere è la sua traduzione della Medea di Euripide fatta da un lato come una parodia secondo lo stile di un poeta e dall'altro lato come realmente l'opera doveva essere tradotta. La sua più grande rimostranza fu rivolta contro l'abuso fatto di quelle oscure allusioni che si trovano in opere come  Lycidas di Milton; Johnson preferiva la poesia facilmente leggibile e comprensibile. Oltre alle sue opinioni sul linguaggio, Johnson riteneva bella una poesia che includesse nuove e originali immagini.
Nelle sue composizioni poetiche più brevi, Johnson si affidò a brevi versi e profuse le sue poesie di un sentimento di empatia, che probabilmente esercitò un influsso sullo stile di Alfred Edward Housman. Nel componimento poetico London, il suo primo rifarsi alle Satire di Giovenale, Johnson utilizza la forma poetica per esprimere la sua opinione politica e, come si addice ad un giovane scrittore, tratta l'argomento in un modo giocoso e quasi gioioso.  Secondo Donald Greene, "il suo fascino deriva dalla esuberanza giovanile e dalla violenza con cui l'invettiva graffiante viene fuori" da versi come:
And now a rabble rages, now a fire;

Their ambush here relentless ruffians lay,

And here the fell attorney prowls for prey;

Here falling houses thunder on your head,

And here a female atheist talks you dead.»
Ora infuria una canaglia, ora un incendio;

Qui implacabili banditi tendono agguati,

E sono a caccia di vittime nefasti avvocati;

Qui ti crollano sul capo case dirute,

e qui una donna atea ti parla della morte.»
Comunque, la sua seconda imitazione di Giovenale, The Vanity of Human Wishes, è del tutto differente; il linguaggio rimane semplice, ma la poesia è più complicata e difficile da leggere perché Johnson in quest'opera cerca di descrivere la complessa etica Cristiana. A questi valori Cristiani si aggiungono opinioni espresse nella maggior parte delle opere di Johnson. In particolare, Johnson sottolinea l'infinito amore di Dio ed evidenzia come la felicità possa essere raggiunta mediante un agire virtuoso.

## Biografia
Quando si occupò di biografia, Johnson non fu d'accordo con l'uso che ne fece Plutarco di questa forma letteraria per lodare i personaggi e insegnare la morale. Invece, Johnson riteneva dover ritrarre i soggetti biografici in modo accurato includendo gli eventuali aspetti negativi delle loro vite.
Pur presentandosi come un biografo dallo stile rivoluzionario e molto accurato, Johnson dovette lottare contro una società non disposta ad accettare dettagli biografici che avrebbero potuto offuscare la reputazione di una persona. Nel saggio n.60 della raccolta The Rambler, Johnson chiarì perché pensava che la società non si sentisse a suo agio quando veniva a sapere degli aspetti negativi dei suoi paladini:
Inoltre, Johnson riteneva che non dovevano essere scritte solo le biografie di personaggi famosi e considerava significative anche le vite di persone meno importanti; perciò nelle sue Lives of the Poets egli scelse poeti importanti e no. In tutte le sue biografie, Johnson, per poter appieno descrivere le vite dei suoi soggetti, incluse ciò che altri avrebbero considerato dei dettagli banali. Johnson considerava l'autobiografia e i diari, inclusi i propri, come i generi letterari aventi maggior significato; nel saggio n.84 "Biography, how best performed" della raccolta The Idler egli spiega come ad uno scrittore di un'autobiografia non passerebbe mai per la testa di falsare il racconto della propria vita.

## Lessicografia
I pensieri di Johnson sulla biografia e sulla poesia trovano il loro punto di incontro nella conoscenza di ciò che fa diventare un buon critico. Le sue opere erano dominate dall'intento di utilizzarle per la critica letteraria, compreso il suo Dizionario del quale scrisse: "Io ho pubblicato recentemente un Dizionario, alla pari di quelli compilati dalle Accademie di Italia e Francia, perché sia a disposizione di tutti coloro i quali ricercano l'esattezza nella critica o l'eleganza nello stile". Anche se una versione ridotta del suo Dizionario divenne il vocabolario di uso comune, la versione originale del Dizionario fu uno strumento di studio per esaminare l'uso corretto delle parole, soprattutto nelle opere letterarie. Per raggiungere questo livello di qualità, Johnson raccolse citazioni da Francis Bacon, Richard Hooker, John Milton, William Shakespeare, Edmund Spenser e molti altri autori che riteneva fra i migliori esponenti di diversi campi della conoscenza: scienze naturali, filosofia, poesia e teologia. Queste citazioni e i loro usi vennero tutti messi a confronto e attentamente studiati nel Dizionario in modo che il lettore potesse capire il significato delle parole usate in un determinato contesto.

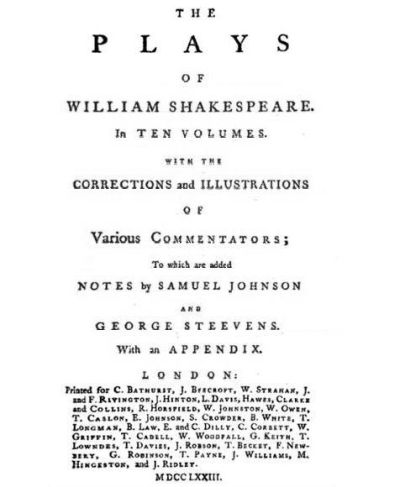
Frontespizio di The Plays of William Shakespeare (1773), edizione ampliata

Johnson riteneva che le parole, in sé e per sé, erano senza significato, ma che il significato nasce dal contesto. L'unico modo per comprendere una parola è di esaminarne il suo utilizzo, perciò un critico deve conoscere la lessicografia prima di poter capire ciò che la gente dice. Successivamente i critici avrebbero cercato di impostare delle teorie per l'analisi dell'estetica nella letteratura, ma Johnson non era un critico ma usò le sue idee a fini pratici per meglio leggere le opere. Quando si occupò dell'edizione delle opere di Shakespeare, Johnson sottolineò il ruolo del lettore nella comprensione del linguaggio: "Se Shakespeare presenta difficoltà più di altri scrittori, ciò è dovuto alla natura delle sue opere, che richiedevano l'uso di un linguaggio colloquiale e di conseguenza usò molte frasi allusive, ellittiche e proverbiali, come quelle che noi pronunciamo ed ascoltiamo ogni giorno senza nemmeno farci caso."

## Shakespeare
L'analisi delle opere shakespeariane non era dedicata esclusivamente alla conoscenza di Shakespeare, ma alla teoria della critica nel suo complesso; nella sua Prefazione all'edizione di Shakespeare, Johnson rigetta il dogma precedente delle tre unità aristoteliche previste per il dramma: unità di azione, unità di tempo e unità di luogo e sostiene che il dramma deve essere fedele alla vita reale. In particolare, Johnson sostenne che "Tra gli altri meriti [di Shakespeare], deve essere sottolineato, perché finora è passato inosservato, che i suoi eroi sono uomini, che l'amore e l'odio, le speranze e le paure, dei suoi personaggi principali sono come quelli degli altri esseri umani ... il merito di Shakespeare non è nella finzione di un racconto, ma nella rappresentazione della vita: la sua fama è quindi al sicuro, almeno fin quando la natura umana non muterà." Tuttavia, Johnson non difende soltanto Shakespeare, ma ne mette in evidenza anche i difetti, tra cui la sua carenza di moralità, la volgarità, la sua trascuratezza nell'impostare gli intrecci e la sua occasionale disattenzione nella scelta delle parole o nell'ordine delle parole.
Oltre a sostenere una critica letteraria diretta, Johnson sottolineò la necessità di stabilire un testo che rifletta esattamente quello che un autore ha scritto. Nella sua Prefazione, Johnson analizzò le diverse versioni dei drammi di Shakespeare e discusse su come dovrebbe essere curata una edizione delle opere shakespeariane. 
I drammi di Shakespeare, in particolare, furono oggetto di molteplici edizioni, ognuna delle quali conteneva refusi. Questo problema fu aggravato da curatori disattenti che ritenevano non corrette le parole difficili per loro da intendere e le cambiavano nelle edizioni successive. Johnson riteneva che il curatore di un'opera non dovesse modificare il testo in questo modo, e, quando realizzò la sua edizione di Shakespeare, egli si basò sulle migliaia di citazioni e note che usò nella compilazione del suo Dizionario al fine di ripristinare, per quanto era a sua conoscenza, il testo originale.